# 馬路村 (京都府)
馬路村（うまじむら）は、かつて京都府南桑田郡にあった村。現在の亀岡市馬路町にあたる。

## 地理
- 山岳：呉弥山
- 河川：桂川

## 歴史
- 江戸時代には旗本の杉浦氏が管轄した。
- 慶応4年、戊辰戦争の際、西園寺公望が丹波・山陰鎮撫のため薩長両藩の兵約300を率いて入村、馬路の郷士も参加。
- 1889年（明治22年）4月1日 - 町村制の施行により、馬路村・大芝原新田の区域をもって発足。
- 1955年（昭和30年）1月1日 - 亀岡町・東別院村・西別院村・曽我部村・吉川村・薭田野村・本梅村・畑野村・宮前村・大井村・千代川村・旭村・千歳村・河原林村・保津村と合併して亀岡市が発足。同日馬路村廃止。

### 両苗
人見、中川の両苗郷士（身分的には百姓だが苗字帯刀の特権をもつ地侍）が中世以来馬路郷を支配してきたとされる。西園寺に帯同した中川謙二郎、立命館大学創設者の中川小十郎はその出身。

## 名所
- 小川月神社